# Clive Brooke, Baron Brooke of Alverthorpe

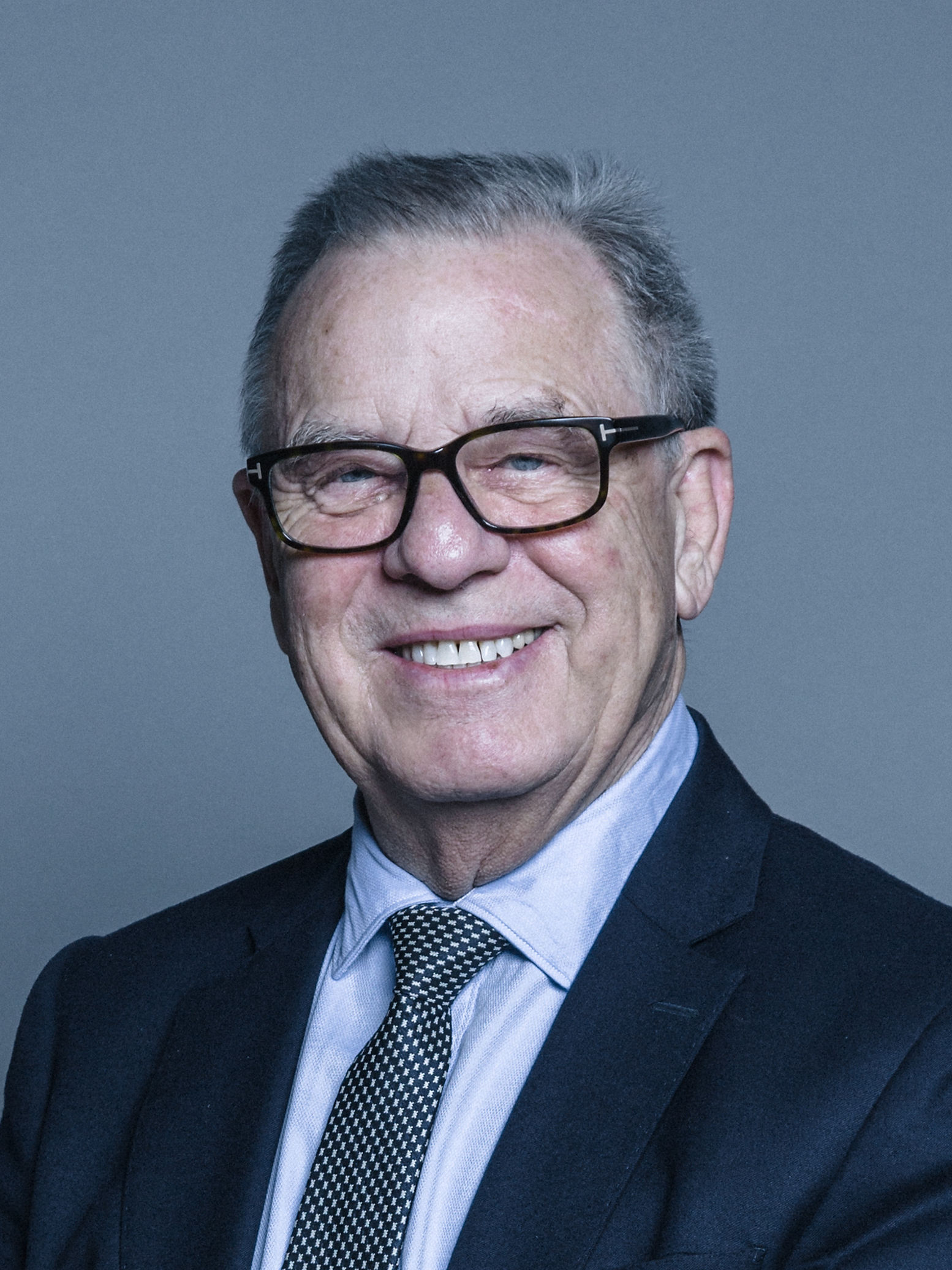
Clive Brooke, Baron Brooke of Alverthorpe

Clive Brooke, Baron Brooke of Alverthorpe (* 21. Juni 1942 in Alverthorpe, Wakefield, West Yorkshire) ist ein britischer Gewerkschafter, Politiker (Labour Party), Geschäftsmann und Life Peer.

## Leben und Karriere
Clive Brooke wurde am 21. Juni 1942 als Sohn von John Brooke und Mary Colbeck geboren. Er besuchte die Thornes House School in Wakefield.
Von 1964 bis 1982 arbeitete er als Assistenzsekretär (Assistant Secretary) der Gewerkschaft Inland Revenue Staff Federation. Von 1982 bis 1988 war er deren stellvertretender Generalsekretär, von 1988 bis 1995 Generalsekretär.
Brooke war 1988 Mitglied der House of Commons Speaker's Commission on Citizenship. Von 1995 bis 1997 gehörte er dem Council of Churches for Britain and Ireland Enquiry into Unemployment and the Future of Work an. Von 1996 bis 2005 war er Mitglied des Pensions Compensation Board.
1996 wurde Brooke Joint General Secretary der Public Services Tax and Commerce Union und blieb dies bis 1998. Er war von 1989 bis 1996 Mitglied des Vorstandes (General Council) des Trades Union Congress (TUC) und von 1993 bis 1996 Mitglied des TUC Executive Committee. Von 2001 bis 2006 war er Government Partner Director von NATS Limited.
Brooke ist Mitglied der Public and Commercial Services Union (PCS), der Nachfolgerin der Gewerkschaft, die er leitete. Er ist Mitglied des Treuhandrates der Community Service Volunteers (CSV), sowie Mitglied des Vorstandes (Council) bei Action on Addiction.
Er ist Schirmherr (Patron) des Kenward Trust. Diese Funktion bekleidet er auch bei der Sparrow Schools Foundation und der eATA, die sich mit der Arbeit mit Suchtkranken beschäftigt.

## Mitgliedschaft im House of Lords
Brooke wurde am 2. August 1997 als Baron Brooke of Alverthorpe, of Alverthorpe in the County of West Yorkshire, zum Life Peer erhoben. Er sitzt für die Labour Party im House of Lords. Dort erfolgte seine offizielle Einführung am 27. Oktober 1997 mit der Unterstützung von Elizabeth Symons, Baroness Symons of Vernham Dean und Derek Gladwin, Baron Gladwin of Clee.
Seine Antrittsrede hielt er dort am 11. Dezember 1997.
Als Themen von politischem Interesse gibt er auf der Seite des Oberhauses an: Beschäftigungs- und Arbeitsmarktpolitik, Verkehrspolitik sowie „Drogen und Alkohol“. Als Staat von Interesse nennt er Schweden.
Brooke ist Mitglied  der Interparlamentarischen Union der Commonwealth Parliamentary Association. Er gehörte dem Joint Committee on House of Lords Reform an. Brooke ist Mitglied der All-Party Parliamentary Rugby League Group.
Brooke ist bei Sitzungstagen regelmäßig anwesend.
2000 dankte er persönlich einer Gruppe von Studenten des Imperial College London, die vor einem Ausschuss des House of Lords zum Thema E-Commerce und dessen Implikationen auf die Gesetzgebung in Großbritannien und in der Europäischen Union ausgesagt hatten, und lud diese zum Essen ein; es handelte sich dabei um das erste Mal, dass Studenten als Fachexperten angehört wurden.
Im November 2009 geriet Brooke in die Kritik, als bekannt wurde, dass er ein Haus in London besaß, aber regelmäßig Übernachtungspauschalen und Aufwandsentschädigungen bezog.

## Privates
Brooke heiratete 1967 Lorna Hopkin Roberts. Anlässlich einer Fernsehreihe der BBC kehrte er für deren letzte Folge in seine Geburtsstadt Alverthorpe zurück, wo er die ersten 21 Jahre seines Lebens verbrachte. Diese Sendung wurde im Januar 2011 erstmals ausgestrahlt.